# Bundjalung-Nationalpark
Der Bundjalung-Nationalpark ist ein Nationalpark im Nordosten des australischen Bundesstaates New South Wales, 554 Kilometer nördlich von Sydney und rund 60 Kilometer nordöstlich von Grafton. Geschützt wird dort ein Stück der Küstenebene mit Heideland und Stränden zwischen den Städten Iluka im Süden und Evans Head im Norden.
Im Park finden sich Formationen von Coffee Rock an den Stränden am Nordende.
An der Küste der Halbinsel von Iluka entlang gibt es eine Reihe eng gestaffelter Kaps, zwischen denen kleine, halbmondförmige, weiße Sandstrände entstanden sind. An jedem Kap ist eine von den Wellen geformte Felsplattform mit Felsenpools, in denen sich kleines Meeresgetier findet.
Der Park wurde nach dem Aboriginesstamm der Bundjalung benannt, der dieses Land ursprünglich bewohnte.
An Einrichtungen gibt es einen Campingplatz bei Black Rocks (natürlich gehaltener Zeltplatz mit wenigen Einrichtungen in der Nähe des Ten Mile Beach) und einen weiteren bei Woody Head (besser ausgestattet, mit heißen Duschen, Umkleidekabinen und einem Kiosk).
Im Park finden sich sechs Picknickplätze: Gummi Garra bei Evans Head und Shark Bay, Old Ferry Crossing, Back Beach, Frazers Reef und Iluka Bluff auf der Halbinsel von Iluka.
Im Nordostteil des Parks befindet sich eine gesperrte Zone, die die RAAF als Bombenabwurfplatz nutzt. Dieser Bombenabwurfplatz ist schon seit dem Zweiten Weltkrieg als Trainingsgelände für Zielübungen in Gebrauch. Seine Existenz hat aber auch Vorteile für den Park: Er ist seit Jahrzehnten vom Menschen relativ unberührt.